# Liste der Kernkraftwerke in Tschechien
Mit Stand Januar 2023 werden in Tschechien an 2 Standorten 6 Reaktorblöcke mit einer installierten Nettoleistung von zusammen 3934 MW betrieben. Der erste kommerziell genutzte Reaktorblock ging 1985 in Betrieb.
In Tschechien wurden 2011 in Kernkraftwerken insgesamt 26,7 Mrd. kWh (Netto) erzeugt; damit hatte die Kernenergie einen Anteil von 33 Prozent an der Gesamtstromerzeugung. Im Jahr 2021 wurden 29,045 Mrd. kWh erzeugt; damit betrug ihr Anteil 36,6 Prozent an der Gesamtstromerzeugung.

## Karte
| Dukovany |

| Temelín |

## Tabelle
| Name     | Block | Reaktor- typ | Modell     | Status     | Leistung [MWe] | Leistung [MWe] | Therm. Leistung [MWt] | Bau- beginn | Erste Kritika- lität | Erste Netz- synchro- nisation | Kommer- zieller Betrieb (geplant) | Abschal- tung (geplant) | Ein- speisung [TWh] |
| Name     | Block | Reaktor- typ | Modell     | Status     | Netto          | Brutto         | Therm. Leistung [MWt] | Bau- beginn | Erste Kritika- lität | Erste Netz- synchro- nisation | Kommer- zieller Betrieb (geplant) | Abschal- tung (geplant) | Ein- speisung [TWh] |
| -------- | ----- | ------------ | ---------- | ---------- | -------------- | -------------- | --------------------- | ----------- | -------------------- | ----------------------------- | --------------------------------- | ----------------------- | ------------------- |
| Dukovany | 1     | PWR          | VVER V-213 | In Betrieb | 468            | 500            | 1444                  | 01.01.1979  | 12.02.1985           | 24.02.1985                    | 03.05.1985                        | –                       | 115,53              |
| Dukovany | 2     | PWR          | VVER V-213 | In Betrieb | 471 (420)      | 500            | 1444                  | 01.01.1979  | 23.01.1986           | 30.01.1986                    | 21.03.1986                        | –                       | 110,90              |
| Dukovany | 3     | PWR          | VVER V-213 | In Betrieb | 468 (420)      | 500            | 1444                  | 01.03.1979  | 28.10.1986           | 14.11.1986                    | 20.12.1986                        | –                       | 109,59              |
| Dukovany | 4     | PWR          | VVER V-213 | In Betrieb | 471 (420)      | 500            | 1444                  | 01.03.1979  | 01.06.1987           | 11.06.1987                    | 19.07.1987                        | –                       | 110,85              |
| Temelín  | 1     | PWR          | VVER V-320 | In Betrieb | 1027           | 1082           | 3120                  | 01.02.1987  | 11.10.2000           | 21.12.2000                    | 10.06.2002                        | –                       | 130,86              |
| Temelín  | 2     | PWR          | VVER V-320 | In Betrieb | 1029           | 1082           | 3120                  | 01.02.1987  | 31.05.2002           | 29.12.2002                    | 18.04.2003                        | –                       | 126,65              |